# Землетрус на Гаваях (2018)
У перший тиждень травня 2018 року було зареєстровано понад 70 підземних поштовхів, мінімальна амплітуда становила 2,5 за шкалою Ріхтера (магнітуда землетрусу) максимальна амплітуда перевищила 7 балів, що призвело до закриття та евакуацію Національного парку, що охоплює 140 тисяч гектар — 13 відсотків загальної площі Великого острова. Повідомлень про постраждалих та загиблих, на 4 травня 2018 року, не зафіксовано, тим не менше 2 житлових будинки опинилися в лавовому кільці, також було проведено сповіщення населення про вміст у повітрі небезпечних газів. Евакуація, так або інакше, торкнулася близько десяти тисяч громадян, понад двох тисяч чоловік виїхали в зону безпеки, де були активовані мобільні пункти Червоного хреста.
У підсумку стало відомо, що загинуло двоє людей і постраждало ще 28
У результаті землетрусу виникло незначне цунамі, яке досягло максимальної висоти 40 см (15,7 дюйма) у Капохо, 20 см (7,9 дюйма) в Хіло і 15 см (5,9 дюйма) в Хонуапо.